# Maura West
Maura West DeFreitas, nata Maura Jo Snyder (Springfield, 27 aprile 1972), è un'attrice statunitense.
È famosa per i ruoli di Carly Tenney in Così gira il mondo, di Diane Jenkins in Febbre d'amore e di Ava Jerome in General Hospital.

## Biografia
Maura West nasce a Springfield (Massachusetts) il 27 aprile 1972, ha due fratelli e una sorella.

### Carriera
Nel 1995 entra nel cast della soap opera Così gira il mondo nel ruolo di Carly Tenney, restando nella soap fino al 2010. Dal 2010 al 2011 entra nel cast della soap opera Febbre d'amore nel ruolo di Diane Jenkins. Nel 2013 entra nel cast principale della soap opera General Hospital nel ruolo di Ava Jerome, ruolo che ricopre tutt'ora. 

### Vita privata
West si sposa due volte: la prima volta con il regista Jonathan Knight dal 1995 fino al loro divorzio nel 1999 mentre la seconda volta con l'ex co-star di Così gira il mondo Scott DeFreitas dal 2000. West ha cinque figli dai suoi due matrimoni. Il suo matrimonio con Knight ha un figlio mentre quattro figli con DeFreitas.

## Filmografia

### Televisione
- Così gira il mondo - soap opera (1995-2010)
- Febbre d'amore - soap opera (2010-2011)
- General Hospital - soap opera (2013-in corso)